# Eleonore Magdalene von Pfalz-Neuburg

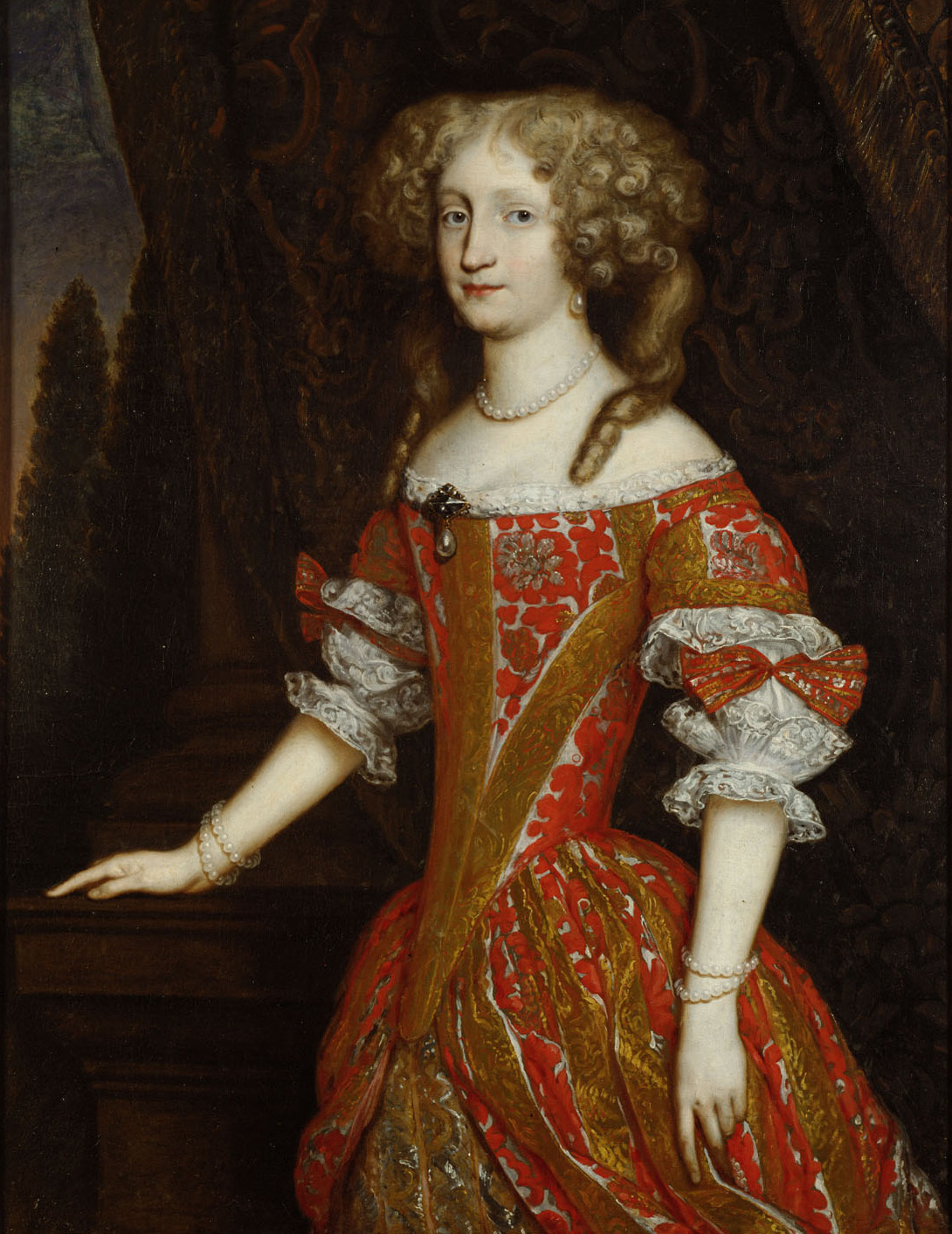
Eleonore Magdalene von Pfalz-Neuburg

Eleonore Magdalene Therese von Pfalz-Neuburg (* 6. Januar 1655 in Düsseldorf; † 19. Januar 1720 in Wien) war eine katholische Pfalzgräfin von Neuburg, durch Heirat 1676 römisch-deutsche Kaiserin und auf dem Reichstag von Augsburg 1690 gekrönt. Sie verfasste zudem Gedichte, Meditationen und Übersetzungen.

## Leben
Eleonore Magdalene war die älteste Tochter des Kurfürsten Philipp Wilhelm von der Pfalz (1615–1690) aus dessen zweiter Ehe mit Elisabeth Amalie (1635–1709), Tochter des Landgrafen Georg II. von Hessen-Darmstadt. Eleonore wurde sehr sorgfältig ausgebildet, sie war in mehreren Sprachen versiert und in Musik, Komposition und Dichtkunst geübt. Von ihrer Mutter mit Kälte behandelt, entwickelte die Prinzessin schon in früher Jugend eine tiefe religiöse Zurückgezogenheit und hegte den Wunsch, ihr Leben im Kloster zu verbringen, was sie auch versuchte. Das Vorhaben wurde aber vereitelt. Sie wies deshalb zunächst auch alle Bewerber um ihre Hand ab. Zu König Jakob II. von England soll sie gesagt haben, dass sie noch am Altar nein zu ihm sagen werde.

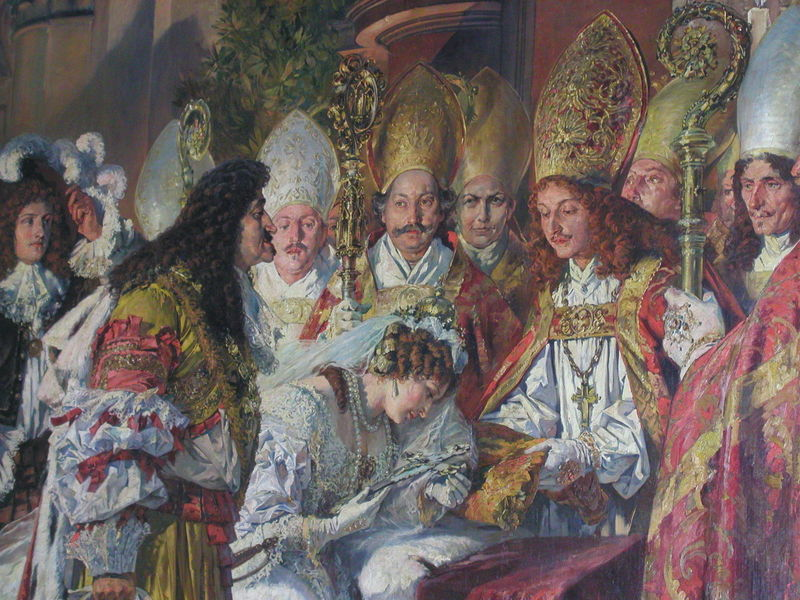
Eleonore heiratet Kaiser Leopold I., historisierendes Gemälde aus dem Jahr 1890 im Rathaussaal Passau

Sie heiratete am 14. Dezember 1676 in Passau den römisch-deutschen Kaiser Leopold I. (1640–1705). Da dessen beide frühere Frauen, Margarita Teresa von Spanien und Claudia Felizitas von Tirol, keinen (überlebenden) Thronfolger geboren hatten, wurde von ihr männlicher Nachwuchs erwartet. Schon nach dem Tod von Leopolds erster Gemahlin war Eleonore als mögliche Braut des Kaisers im Gespräch. Kriterium dabei war, dass die Neuburger Prinzessinnen als fruchtbar galten; Eleonore hatte 16 Geschwister, von denen fast alle das Erwachsenenalter erreicht hatten. Eleonore erfüllte die Erwartungen und gebar ihrem Gemahl neben einigen Töchtern auch drei Söhne, womit sie das vorzeitige Erlöschen des Hauses Habsburg verhinderte.
Im Jahr 1689 wurde Eleonore Königin von Ungarn und ein Jahr später in Augsburg am 19. Januar 1690 durch den Fürstabt von Fulda Placidus von Droste zur Kaiserin gekrönt, eine Woche bevor ihr ältester Sohn ebenfalls in Augsburg zum deutschen König gekrönt wurde. Im Jahr 1688 hatte Eleonore die Statuten des zwanzig Jahre davor gegründeten Sternkreuzordens erneuert.
Die engen Beziehungen zwischen den Wittelsbachern in Düsseldorf und den Habsburgern in Wien wurden nicht nur nochmals in der Ehe von Eleonores Bruder Kurfürst Johann Wilhelm mit Kaiser Leopolds Halbschwester Maria Anna unterstrichen, auch zwei Hofkanzler Österreichs stammten aus pfalz-neuburgischen Diensten. In Ermangelung eigener Mitglieder des habsburgischen Hauses zur Zeit Kaiser Leopolds gewannen die neu gewonnenen Schwager und Schwägerinnen der Wittelsbacher Linie Pfalz-Neuburg an Bedeutung. Eleonores jüngere Brüder begannen glänzende Karrieren in der Reichskirche; ihre Schwestern gelangten durch ihre Ehen auf die ersten Throne Europas. Im Jahr 1685 unterstützte der Wiener Hof die Pfalz-Neuburger bei ihrer Nachfolge in der pfälzischen Kurwürde.
Eleonore war ihrem Gemahl treu ergeben und pflegte ihn hingebungsvoll in seiner letzten Krankheit bis zum Tod. Nach dem Tod ihres ältesten Sohnes im Jahr 1711 übernahm sie für ihren jüngeren Sohn, der ihm als Kaiser folgte und sich zu jener Zeit in Spanien befand, bis zu dessen Rückkehr die Regierungsgeschäfte, wobei sie von ihren Töchtern unterstützt wurde. In diesem Jahr ernannte Eleonore den nachmaligen Grafen Alexander Károlyi zum Oberfeldherren und beendete im Frieden von Szatmar die Rebellion des Fürsten Franz II. Rákóczi.

## Werke
Die Kaiserin Eleonore Magdalena Theresia von Pfalz war eine Fürstin, die selbst auch geistliche Lieder, Meditationen und Übersetzungen verfasste. Sie übernahm auch Psalmtexte und änderte diese zu Gesangsstücken um. Angestellte des Hofes in Wien strengten sich an, die musikalischen Talente der höfischen Frauen zu verheimlichen. Die Angst der Beamten lag darin begründet, dass der Kaiser durch „unnütze Zerstreuung“ abgelenkt werden könnte und somit seine Pflichten vernachlässigen würde. So wurden ihre Texte zwar teilweise gedruckt, ihre Lieder jedoch nicht.
Sie selbst veröffentlichte die Meditation Christliche Gedanken auf alle Tage des Monats, nebst dem geistlichen Senfkörnlein in einem „Andachtsbuch“. Von diesem wurde auch eine zweite Auflage mit der Überschrift Christliche Gedancken gedruckt. 1700 übersetzte Schlegel den Text vom Französischen ins Deutsche.
Der Kaiser Leopold I. weigerte sich im späten Alter, Texte in der französischen Sprache zu lesen. Die Kaiserin übersetzte ihm somit die ihr als wichtig empfundenen Teile von Staatspapieren.
Im Bayerischen Hauptstaatsarchiv sind aus der Zeit zwischen 1677 und 1716 mehr als 1150 eigenhändige Briefe von Eleonora Magdalena an ihren Vater Philipp Wilhelm und ihren Bruder Johann Wilhelm überliefert, die im Rahmen eines Projektes der Österreichischen Akademie der Wissenschaften erschlossen und online ediert werden.

Ihr letzter verfasster Text war die Aufschrift ihres Sarges. Diesen ließ sie mit der Aufschrift „Eleonora, eine arme Sünderin“ beschriften.

Bronzesarg der Kaiserin Eleonora Magdalena in der Kapuzinergruft

## Persönlichkeit
Eleonore wurde als strenge und fromme Frau beschrieben, die sich intensiv mit religiösen Dingen beschäftigte. Es wird berichtet, sie habe sich vor ihrer Verehelichung so lange in die Sonne gelegt, bis sie einen Sonnenbrand bekam, damit sie dem Kaiser nicht gefalle und er sie nicht heiraten wolle. Auch habe sie ihre kostbaren Armbänder mit nach innen gerichteten Spitzen versehen, damit sie gleichzeitig als Bußwerkzeuge wirkten. Nach dem Tod ihres Gemahls legte die Kaiserin nie mehr die Trauerkleidung ab. Ein Zeitzeuge sagte darüber: „Sie trägt fortwährend Trauer und wahrhaftig, nichts kann hier trauriger sein, als Trauer. Nicht das geringste, kleine Stückchen von Weißwäsche sieht man, alles nur schwarzer Krepp; Hals, Ohren, Backen sind mit seinem gefältelten Stück von demselben Stoff bedeckt und das Gesicht, das in der Mitte heraussieht, sieht aus, als wenn’s am Pranger stehen müßte.“ Selbst wenn sie, Leopold zuliebe, in die Oper ging, hatte sie ein Gebetbuch dabei, in welchem sie zwischendurch immer las, da sie für derartige Frivolitäten nichts übrig hatte. Als ihr Beichtvater in einem Aufsatz ihre Tugenden rühmen wollte, ließ sie sich dessen Aufzeichnungen geben und warf sie ins Feuer. Eleonore Magdalene verfasste selbst ein Andachtsbuch, welches auch veröffentlicht wurde. Durch die Bemühungen von Kaiserin Eleonore kam das berühmte Gnadenbild der Weinenden Madonna von Pötsch in den Stephansdom in Wien. Der seliggesprochene Kapuziner Marco d’Aviano war einer ihrer Ratgeber und Seelsorger.
Auch außerhalb Wiens wurde Eleonore zur Förderin der Religion: Im Mai 1711 wies Eleonore den kaiserlichen Statthalter in München, Fürst Löwenstein, unmissverständlich an, das Vorhaben der Gründung des der Heiligen Dreifaltigkeit geweihten Klosters der Unbeschuhten Karmelitinnen und der zu erbauenden Dreifaltigkeitskirche in jeder Weise zu unterstützen. Daraufhin übernahm die Administration auch alle Kosten für die Baumaterialien. Somit befindet sich das neben der Gedächtnissäule in Hadersdorf einzige steinerne Zeugnis der Frömmigkeit der Kaiserin in München.
Die Kaiserin starb nach einem in einer Kapelle während des Gebets erhaltenen „Schlagfluss“. Nach ihrem eigenen Wunsch wurde Eleonore Magdalene in einem sehr einfachen hölzernen Sarg im Gewand des Ordens der Sklavinnen Marias beigesetzt, der die Inschrift „Eleonora Magdalena Theresia, arme Sünderin“ trug. Erst ihre Enkeltochter Maria Theresia ließ Eleonore Magdalenes sterbliche Überreste in einen Prunksarg umbetten. Ihr Herz wurde getrennt bestattet und befindet sich in der Herzgruft der Habsburger in der Loretokapelle der Wiener Augustinerkirche.
Im Grab fand man im Jahr 1980 eine Goldene Medaille des Ordens der Sklavinnen der Tugend.

## Nachkommen
Mit ihrem Mann hatte Eleonore Magdalene folgende Kinder:
- Joseph I. (1678–1711), Kaiser des Heiligen Römischen Reiches

⚭ 1699 Prinzessin Wilhelmine Amalie (1673–1742)
- Maria Christina Josepha (*/† 18. Juni 1679)
- Maria Elisabeth (1680–1741), Statthalterin der Österreichischen Niederlande
- Leopold Joseph (2. Juni 1682–2. August 1684) starb an Pocken
- Maria Anna Josepha (1683–1754)

⚭ 1708 König Johann V. von Portugal (1689–1750)
- Maria Theresia (22. August 1684–28. September 1696) starb an Pocken
- Karl VI. (1685–1740), Kaiser des Heiligen Römischen Reiches

⚭ 1708 Prinzessin Elisabeth Christine von Braunschweig-Wolfenbüttel (1691–1750)
- Maria Josepha (6. März 1687–14. April 1703) starb an Pocken
- Maria Magdalena (1689–1743), Statthalterin von Tirol
- Maria Margaretha (22. Juli 1690–1691)

## Vorfahren
|  |                                                   |  |  |  |  |  |  |  |  |  |  |  |  |
|  | Philipp Ludwig (Pfalz-Neuburg) (1547–1614)        |  |  |  |  |  |  |  |  |  |  |  |  |
|  |                                                   |  |  |  |  |  |  |  |  |  |  |  |  |
|  |                                                   |  |  |  |  |  |  |  |  |  |  |  |  |
|  | Wolfgang Wilhelm (Pfalz-Neuburg) (1578–1653)      |  |  |  |  |  |  |  |  |  |  |  |  |
|  |                                                   |  |  |  |  |  |  |  |  |  |  |  |  |
|  |                                                   |  |  |  |  |  |  |  |  |  |  |  |  |
|  | Anna von Jülich-Kleve-Berg (1552–1632)            |  |  |  |  |  |  |  |  |  |  |  |  |
|  |                                                   |  |  |  |  |  |  |  |  |  |  |  |  |
|  |                                                   |  |  |  |  |  |  |  |  |  |  |  |  |
|  | Philipp Wilhelm (Pfalz) (1615–1690)               |  |  |  |  |  |  |  |  |  |  |  |  |
|  |                                                   |  |  |  |  |  |  |  |  |  |  |  |  |
|  |                                                   |  |  |  |  |  |  |  |  |  |  |  |  |
|  | Wilhelm V. (Bayern) (1548–1626)                   |  |  |  |  |  |  |  |  |  |  |  |  |
|  |                                                   |  |  |  |  |  |  |  |  |  |  |  |  |
|  |                                                   |  |  |  |  |  |  |  |  |  |  |  |  |
|  | Magdalene von Bayern (1587–1628)                  |  |  |  |  |  |  |  |  |  |  |  |  |
|  |                                                   |  |  |  |  |  |  |  |  |  |  |  |  |
|  |                                                   |  |  |  |  |  |  |  |  |  |  |  |  |
|  | Renata von Lothringen (1544–1602)                 |  |  |  |  |  |  |  |  |  |  |  |  |
|  |                                                   |  |  |  |  |  |  |  |  |  |  |  |  |
|  |                                                   |  |  |  |  |  |  |  |  |  |  |  |  |
|  | Eleonore Magdalena von Pfalz-Neuburg              |  |  |  |  |  |  |  |  |  |  |  |  |
|  |                                                   |  |  |  |  |  |  |  |  |  |  |  |  |
|  |                                                   |  |  |  |  |  |  |  |  |  |  |  |  |
|  | Ludwig V. (Hessen-Darmstadt) (1577–1626)          |  |  |  |  |  |  |  |  |  |  |  |  |
|  |                                                   |  |  |  |  |  |  |  |  |  |  |  |  |
|  |                                                   |  |  |  |  |  |  |  |  |  |  |  |  |
|  | Georg II. (Hessen-Darmstadt) (1605–1661)          |  |  |  |  |  |  |  |  |  |  |  |  |
|  |                                                   |  |  |  |  |  |  |  |  |  |  |  |  |
|  |                                                   |  |  |  |  |  |  |  |  |  |  |  |  |
|  | Magdalena von Brandenburg (1582–1616)             |  |  |  |  |  |  |  |  |  |  |  |  |
|  |                                                   |  |  |  |  |  |  |  |  |  |  |  |  |
|  |                                                   |  |  |  |  |  |  |  |  |  |  |  |  |
|  | Elisabeth Amalia von Hessen-Darmstadt (1635–1709) |  |  |  |  |  |  |  |  |  |  |  |  |
|  |                                                   |  |  |  |  |  |  |  |  |  |  |  |  |
|  |                                                   |  |  |  |  |  |  |  |  |  |  |  |  |
|  | Johann Georg I. (Sachsen) (1585–1656)             |  |  |  |  |  |  |  |  |  |  |  |  |
|  |                                                   |  |  |  |  |  |  |  |  |  |  |  |  |
|  |                                                   |  |  |  |  |  |  |  |  |  |  |  |  |
|  | Sophie Eleonore von Sachsen (1609–1671)           |  |  |  |  |  |  |  |  |  |  |  |  |
|  |                                                   |  |  |  |  |  |  |  |  |  |  |  |  |
|  |                                                   |  |  |  |  |  |  |  |  |  |  |  |  |
|  | Magdalena Sibylle von Preußen (1586–1659)         |  |  |  |  |  |  |  |  |  |  |  |  |
|  |                                                   |  |  |  |  |  |  |  |  |  |  |  |  |
|  |                                                   |  |  |  |  |  |  |  |  |  |  |  |  |